# Кендал, Мэдж
Мэ́дж Ке́ндал (англ. Madge Kendal), урождённая Ма́ргарет Ша́фто Ро́бертсон (англ.  Margaret Shafto Robertson; 15 марта 1848, Гримсби, графство Линкольншир, Великобритания — 14 сентября 1935, Чорливуд, графство Хартфордшир, Великобритания) — британская английская актриса театра и импресарио, приобретшая известность исполнением главных ролей в пьесах Уильяма Шекспира и английских комедиях. Дама Ордена Британской империи (DBE).

## Ранние годы
Кендал была самой младшей из двадцати двух детей в семье датчанки Маргаретты Элизабеты Робертсон (урожденной Маринус) и англичанина Уильяма Робертсона. Одним из братьев Кендала был драматург Томас Уильям Робертсон, писавший в стиле реализма и натурализма . Её сестра Фанни Робертсон также была актрисой . Воспитанием и образованием Кендал занимались гувернантка и отец актрисы, который читал ей Шекспира с раннего возраста.
В 1854 году Кендал дебютировала на сцене с ролью Мари в драме «Борьба за золото» Эдварда Стирлинга, поставленной её отцом. Затем она появилась в роли слепой девушки Джинни в сценической адаптации «Семи бедных путешественников» Чарльза Диккенса. В 1855 году в Бристоле актриса сыграла роль Евы в другой сценической адаптации «Хижины дяди Тома». Хотя она хорошо пела в детстве, Кендал заразилась дифтерией, и её голос пострадал после удаления миндалин. Тем не менее, в театре Бата в 1863 году в постановке «Сна в летнюю ночь» Кендал исполняла песни Феликса Мендельсона. В детстве и отрочестве она выступала со своей семьей на сценах театров в Бристоле и Бате.
С 1865 года Кендал уже играла роли взрослых героинь на сценах столичных театров. Это были роли Офелии в «Гамлете», Бланш в «Короле Иоанне» и Дездемоны в «Отелло» на сцене театра Хеймаркет в Лондоне. Она также сыграла роль Мэри Мередит в «Нашей американской кузине» с Сотерном. В театре Хеймаркет актриса познакомилась с будущим мужем, актёром Уильямом Хантером Кендалом, за которого вышла замуж в 1869 году. Вместе они сыграли в нескольких постановках: Кендал играла Розалинду, леди Тизл, Лидию Лангиш и Кейт Хардкасл, а её муж исполнял роли Орландо, Чарльза Сёрфейса, Джека Абсолюта и Янга Марлоу. В 1866 году в составе труппы Королевского театра, вместе с постановщиком Уильяму Броу и актёром Сэмюэлем Фелпсом, отправилась на гастроли в провинцию. Во время гастролей, заменив заболевшую актрису, Кендал сыграла роль леди Макбет, где её партнёром был Фелпс. Вскоре после этого актриса приобрела широкую известность, играя вместе с Ф. Б. Чаттертоном в Королевском театре Друри-Лейн, Э. А. Сотерном в Королевском театре Хеймаркет и Дж. Холлингсхедом в театре Гейэти в Лондоне.

## Карьера
В 1868 году Кендал присоединилась к труппе Джона Болдуина Бакстона, в составе которой играла на сцене театра Хеймаркет до 1874 года. В составе этой труппы она познакомилась с актёром Уильямом Хантером Гримстоном, который выступал под именем Уильям Хантер Кендал. Они поженились 7 августа 1869 года, после чего актриса взяла новое сценическое имя Мэдж Кендал. В это время она уже была популярна. Успех Кендал принесло исполнение ролей Лилиан Вавасур в «Новых людях и старых акрах» Тома Тейлора (1869), Лидии Лангиш в «Соперниках» (1870), Розалинды «В как вам это понравится» (1871) и ряде ролей в комедиях У. С. Гилберта, в том числе принцессы Цеолиды во «Дворце истины» (1870), Галатеи в «Пигмалионе и Галатее» (1871), Селены в «Злом мире» (1873) и леди Хильды в «Сломанных сердцах» (1875) и миссис Ван Брух в драме «Благотворительность» (1874).

## Поздние годы
Кендалы дебютировали на гастролях в США в пьесе «Лом бумаги» в 1889 году. Успех их первого тура в США был повторен ими в нескольких американских сезонах, где они провели большую часть следующих пяти лет. В 1902 году она появилась в роли госпожи Форд, противницы госпожи Пейдж, роль которой исполнила её подруга детства Эллен Терри, в «Виндзорских проказницах», поставленных Гербертом Бирбомом Три. Кендалы продолжали появляться в популярных пьесах без перерыва до 1908 года, когда оба вышли на пенсию, хотя миссис Кендал внось сыграла госпожу Форд на коронационном гала 1911 года в Театре Его Величества.
У Кендалов было пять детей, но росли они, не видя родителей. Муж актрисы умер в 1917 году. На покое Мэдж Кендал активно участвовала во многих театральных благотворительных организациях, став президентом дома престарелых актеров в Денвилле-Холле. В 1926 году она была удостоена звания Дамы Ордена Британской империи (DBE).
Кендал умерла в своем доме в Чорливуде, в графстве Хартфордшир в 1935 году, в возрасте 87 лет после долгой болезни. Она была похоронена на кладбище Сент-Марилебон в Ист-Финчли.

## В культуре
Кендал является персонажем пьесы 1979 года «Человек-слон» и одноименного фильма 1980 года, основанном на жизни Джозефа Меррика. В фильме Кендал сыграла актриса Анна Бэнкрофт.